# چدن مالیبل

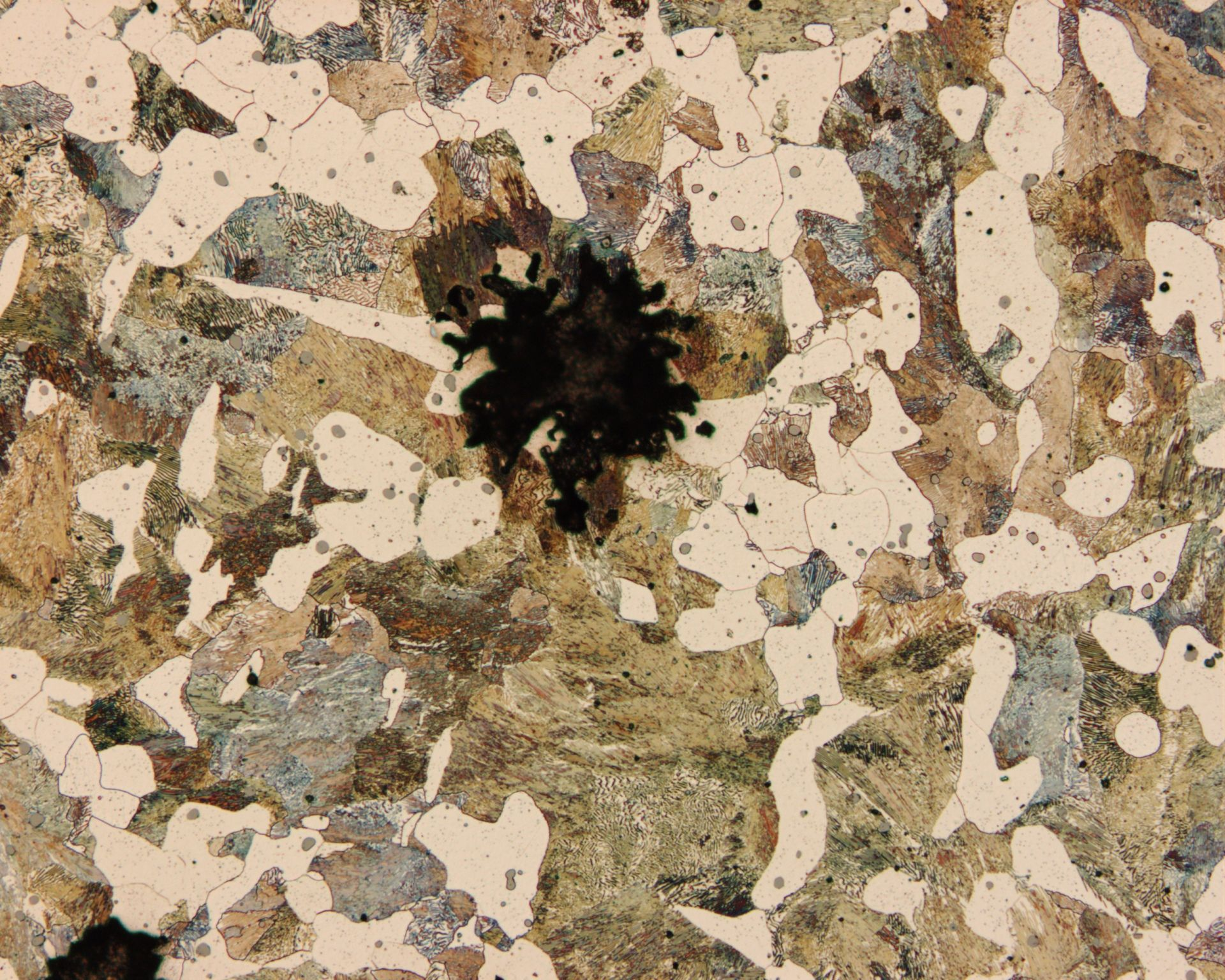
ساختار پلی کریستال چدن مالیبل

چدن مالیبل (به انگلیسی: Malleable iron) یا چدن چکش خوار، ذاتاً از نوع چدن‌های هیپو یوتکتیکی کم آلیاژی یا غیر آلیاژی هستند. جهت ایجاد گرافیت‌های کروی فشرده و حصول خواص مکانیکی مانند استحکام و چکش خواری، عملیات آنیل کردن انجام می‌گیرد. پس از ریخته‌گری، کربن این چدن‌ها به شکل ترکیبی (ترکیب با آهن) بوده و قطعات به صورت چدن سفید درآمده که با فرایند حرارتی بخصوصی به چدن مالیبل تبدیل می‌شوند.

## چگونگی ساخت

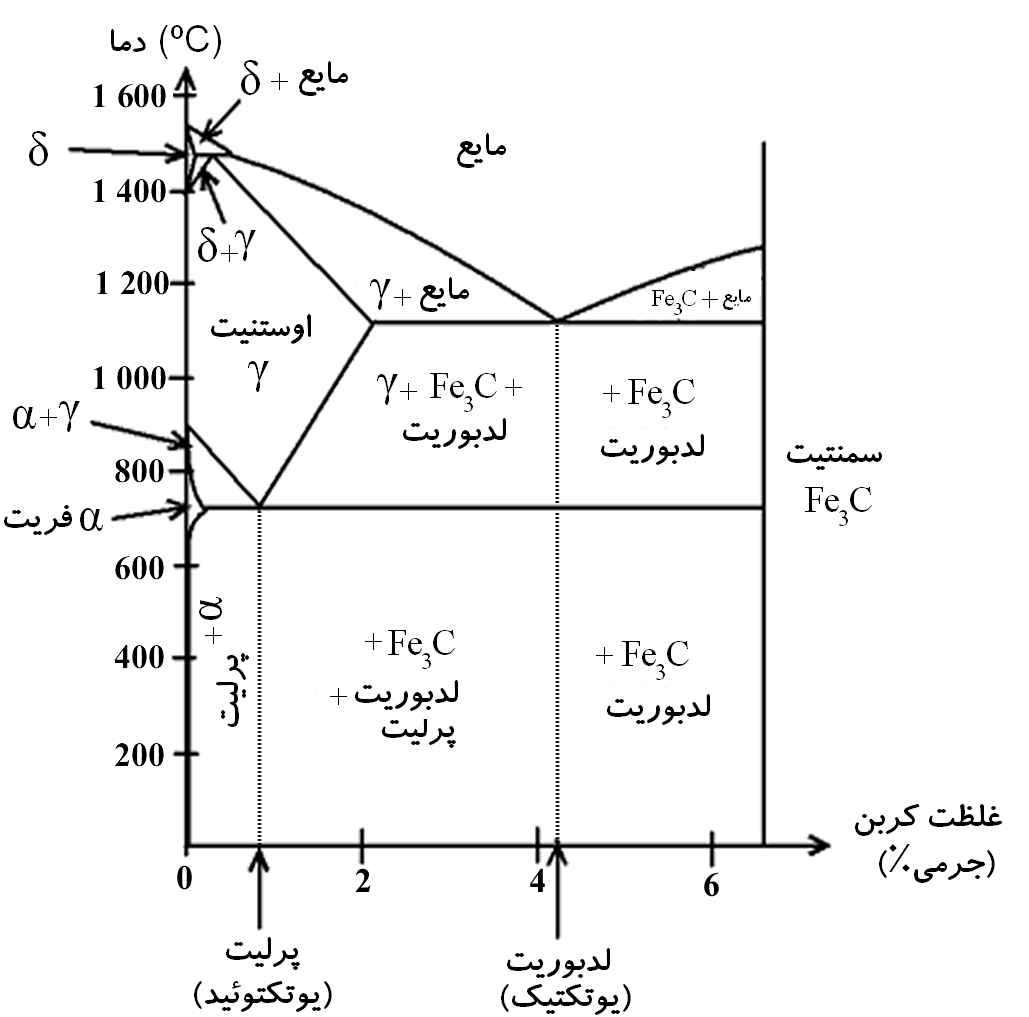
نمودار فازی تعادلی آهن-کاربید آهن

کربن این نوع چدن بیشتر به صورت کره‌هایی (کلوخه) از گرافیت و با اشکال نامنظم می‌باشد. چدن چکش‌خوار ابتدا به صورت چدن سفید و با ترکیب شیمیایی مناسب ریخته می‌شود. سپس به هنگام آنیل از سمنتیت چدن سفید، گرافیت جوانه زده و به صورت کروی رشد می‌کند. با تغییر دادن عملیات آنیل، می‌توان چدن چکش خوار با خواص مکانیکی مختلف به دست آورد، از آنجا که ابتدا برای تولید چدن سفید انجماد سریعی لازم است لذا ضخامت قطعات چدن چکش خوار محدود است.
پس از اتمام مرحله اول آنیل، ساختار دارای کربن برفکی در زمینه آستنیت اشباع شده از کربن بوده و در مرحله دوم می‌توان با تنظیم سرعت سرد کردن ساختار را از فریت تا پرلیت تغییر داد.

## چدن مالیبل و چدن نشکن
چدن‌های مالیبل مانند چدن‌های نشکن دارای مجموعه خواص چکش خواری و چقرمگی خوب بوده و در مواردی که چکش خواری و چقرمگی حائز اهمیت باشد، چدن‌های مالیبل و نشکن می‌توانند جایگزین هم شوند. برای انتخاب یکی از این دو در اکثر موارد، پیش از آنکه خواص آن‌ها مطرح باشد، بیشتر جنبه اقتصادی بودن آن‌ها در نظر گرفته می‌شود.
برای مقایسه می‌توان گفت که در مقاصد ویژه زیر استفاده از چدن مالیبل به جای چدن نشکن پیشنهاد می‌شود:
1. پرچ کاری
2. قلاویز زنی
3. سنبه کاری
4. حداکثر خواص ماشین‌کاری
5. انجام کار سرد
6. نیازمند بودن به مقاطع نازک
7. مقاومت به ضربه در درجه حرارت پایین
8. مقاومت به سایش (که تنها چدن مالیبل مارتنزیتی استفاده می‌شود)

در عین حال، اگر به حداقل رساندن مقدار انقباض (Shrinkage) یا برطرف نمودن خطر ترک گرم یا برطرف نمودن مشکل سفید چدن در مقاطع بزرگ و حجیم مد نظر باشد، استفاده از چدن نشکن پیشنهاد می‌شود.

## کاربرد
چدن مالیبل اکثراً برای ریخته‌گری‌های کوچک که استحکام کششی و انعطاف می‌خواهند استفاده می‌شود. برای مثال در ساخت قطعات اتومبیل، اتصالات لوله‌ها، حفاظت عایق‌های الکتریکی و به‌طور وسیعی در قطعات و ابزارهای کوچک مهندسی از چدن مالیبل استفاده می‌شود.

## عناصر آلیاژی در چدن مالیبل

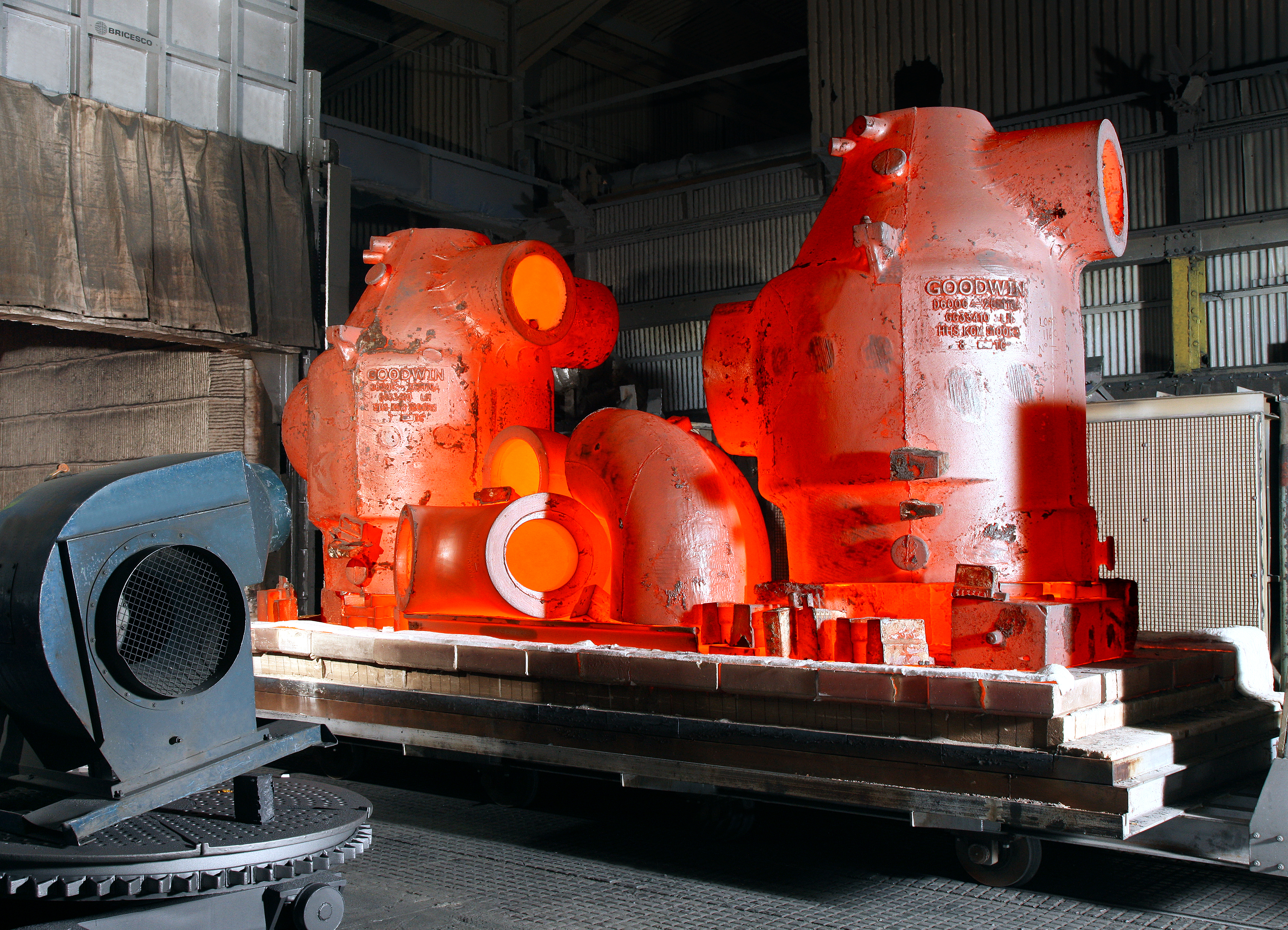
ریخته گری پس از حرارت دهی به ۱۲۰۰ درجه سانتیگراد به مدت ۱۲ ساعت در کوره عملیات حرارتی

در چدن‌های مالیبل، نیکل، مس، بور، تلوریم و بیسموت به عنوان عناصر آلیاژی مورد استفاده قرار می‌گیرند در حالی که وانادیوم، کروم و قلع با پایدار کردن کاربید باعث تأخیر در عملیات گرافیت زایی شده و مورد استفاده قرار نمی‌گیرند. عناصر کلسیم، باریم و تیتانیوم به خاطر قدرت گرافیت زایی و تشکیل چدن پایدار در تهیه چدن مالیبل کاربرد محسوسی ندارد.
افزایش مس و مولیبدن به چدن مالیبل باعث افزایش استحکام و مقاومت به خوردگی آن می‌گردد. این دو عنصر احتمال تردی در مرحله باز پخت را نیز کاهش می‌دهند. مولیبدن به خاطر تمایل به پایدار کردن کاربید، باعث افزایش زمان عملیات حرارتی آنیلینگ می‌گردد.

## انواع چدن مالیبل (چکش خوار)
چدن‌های مالیبل به سه دسته تقسیم می‌شوند:
1. چدن مالیبل مغز سیاه
2. چدن مالیبل با زمینه پرلیتی
3. چدن مالیبل مغز سفید

## چدن مالیبل مغز سیاه
از آنجایی که احتمال دکربوره شدن یا اکسید شدن سطح، در چدن‌های مالیبل مغز سیاه وجود دارد، لذا آنیل کردن چدن‌های مورد نظر بایستی در یک محیط کنترل شده صورت پذیرد. درجه حرارت مرحله اول آنیلینگ از ۹۸۰–۱۵۰ درجه سانتی گراد متغیر است. در مرحله دوم که استحاله فاز در آن رخ می‌دهد درجه حرارت از حدود ۷۸۰ درجه سانتی گراد رو به کاهش گذاشته تا به ۶۸۰ درجه سانتی گراد می‌رسد و در این مرحله گرافیت‌های فشرده در زمینه فریتی به وجود می‌آیند که ممکن است گرافیت‌های به وجود آمده به صورت متراکم یا غیر متراکم و پراکنده باشند. در ضمن ساختار زمینه از سطح تا مرکز به صورت یکنواخت و گاهی اوقات ممکن است مقدار کمی پرلیتی باشد.

## چدن مالیبل با زمینه پرلیتی
این نوع چدن دارای گرافیت‌های برفکی در زمینه پرلیتی لایه لایه یا کروی بوده که نسبت به چدن‌های مالیبل فریتی دارای استحکام بیشتر و قابلیت انعطاف‌پذیری کمتری می‌باشد. این چدن‌ها سابقاً در نتیجه عملیات آنیل چدن‌های مالیبل مغز سیاه با ۱٫۲–۱٪ منگنز حاصل می‌شود ولی امروزه با اعمال روش‌های گوناگی مانند سریع سرد کردن چدن با ترکیب شیمیایی چدن مالیبل مغز سیاه عادی در مرحله تمپر کردن تولید می‌شود.
انواع مختلف چدن‌های مالیبل با زمینه پرلیتی را می‌توان از طریق یکی از روش‌های زیر تولید نمود:
- آستنیته کردن، کوئنچ کردن و بازپخت یک چدن مالیبل فریتی
- خنک کردن در هوا و بازپخت پس از اتمام مرحله اول آنیل کردن
- کوئنچ کردن در مایع و بازپخت پس از اتمام مرحله اول آنیل
- خنک کرن در هوا، آستنیته کردن و کوئنچ کردن در یک مایع پس از اتمام مرحله اول آنیل

## چدن مالیبل مغز سفید
چدن مالیبل مغز سفید نسبت به چدن مالیبل مغز سیاه دارای کربن بیشتر و سیلیسیوم کمتری می‌باشد. این نوع چدن، در هنگام عملیات حرارتی به میزان اندکی دکربوره شده و تنها تحت عملیات آنیل یک مرحله ای در دمای ۱۰۷۰–۹۸۰ درجه سانتی گراد قرار گرفته و سپس به آهستگی سرد می‌شود. با دی کربوره شدن، قشر نازکی که عاری از گرافیت می‌باشد، در سطح چدن به وجود آمده که میزان کربن آن با شیب معینی از سطح به طرف مرکز زیاد شده که این حالت به وضوح در ساختار میکروسکوپی قابل مشاهده می‌باشد. شکل گرافیت‌های برفکی و ساختار زمینه، تابعی از مقادیر نسبی گوگرد و منگنز می‌باشد. اگر میزان گوگرد زیاد بوده و حالت نامتعادلی با میزان منگنز داشته باشد، در مقاطع ضخیم‌تر زمینه پرلیتی ایجاد شده و گرافیت زایی در هنگام آنیل به شدت کاهش می‌یابد. علاوه بر این قابلیت تراشکاری بهبود یافته و گرافیت‌ها به شکل کروی یا فشرده در می‌آیند. در این نوع چدن‌ها مقاطع نازک‌تر به‌طور کامل دی کربوره شده و در نتیجه ساختار فریتی بدست خواهد آمد. از طرف دیگر اگر میزان گوگرد کم یا نسبت به منگنز در حد تعادل باشد، گرافیت‌ها فشردگی کمتری خواهند داشت و معمولاً زمینه ای با ساختار فریتی یا مخلوطی از فریت-پرلیت بدست می‌آید.